# Mirepoix (Ariège)
Mirepoix (okzitanisch Mirapeis) ist eine südfranzösische Gemeinde mit 3.106 Einwohnern (Stand 1. Januar 2022) im Département Ariège in der Region Okzitanien.

## Lage
Mirepoix liegt im Pyrenäenvorland in einer Höhe von etwa 300 m zwischen den Städten Pamiers (ca. 20 km westlich) und Carcassonne (ca. 40 km nordöstlich) bzw. Limoux (ca. 33 km südöstlich). Etwa 30 km nördlich liegt die Stadt Castelnaudary; etwa 25 km südwestlich befindet sich das Städtchen Foix. Die Gemeinde liegt am Südufer des Flusses Hers-Vif, an der Mündung seines Zuflusses Countirou. Das Klima ist gemäßigt; Im Jahr fällt ca. 755 mm Regen.

## Bevölkerungsentwicklung
| Jahr      | 1800 | 1851 | 1901 | 1954 | 1999 | 2015 |
| Einwohner | 3193 | 4476 | 3368 | 3078 | 3061 | 3162 |

Die Reblauskrise im Weinbau, zunehmende Mechanisierung der Landwirtschaft und die Aufgabe von bäuerlichen Kleinbetrieben führten bereits in der zweiten Hälfte des 19. Jahrhunderts zu einem kontinuierlichen Absinken der Einwohnerzahlen.

## Wirtschaft
Mirepoix lebte in hohem Maße von der in den Weilern und Dörfern der näheren Umgebung betriebenen Landwirtschaft; die Kleinstadt selbst fungiert bis heute als regionales Handels-, Handwerks- und Dienstleistungszentrum. Heute spielt der Tourismus eine nicht unwesentliche Rolle für die Einnahmen des Ortes.

## Geschichte
Aus dem Jahr 960 stammt die erste Erwähnung einer Burg in Mirepoix. Im Jahr 1104 starb Roger I. de Bellisen, Grundherr von Mirepoix, in Jerusalem während des Kreuzzuges von 1101. Er hatte seinen Lehnsherrn Roger II., Graf von Foix, begleitet. Nachfolger von Roger I. wurde der Mann seiner Enkelin Serena, Arhon I. Herr von Burg Verdun.
Im 13. Jahrhundert lebten in Mirepoix viele Katharer, da auch der Lehnsherr (seigneur) Katharer geworden war. Den Unterlagen der Inquisition zufolge soll im Jahr 1206 in Mirepoix ein großes Konzil der Katharer stattgefunden haben. Pierre-Roger de Mirepoix der Ältere, Gouverneur der benachbarten Katharerfestung Montségur, erwarb sich Verdienste bei ihrer Verteidigung, die 1204 auf Veranlassung von Raymond de Pereille, einem Mitglied der Familie Mirepoix wieder aufgebaut wurde. Am 22. September 1209 nahm Simon IV. de Montfort Mirepoix nach erfolgreicher Belagerung ein. Danach übergab er den Ort einem seiner Getreuen, Guy de Lévis. Im Jahr 1223 belagerte Raymond Roger von Foix erfolgreich Mirepoix und Pierre-Roger de Mirepoix wurde noch einmal Lehnsherr und der Katharer-Glaube kehrte für einige Jahre in die Stadt zurück. Im Vertrag von Paris (1229) wurde Mirepoix an Guy de Lévis zurückgegeben. Dessen Erbe, Jean de Lévis, ließ den Ort nach einer durch den Bruch des Staudamms von Puivert im Jahr 1289 verursachten Überschwemmungskatastrophe südlich des Hers wieder aufbauen und erhob ihn zur Bastide.
Im Jahr 1317 wurde die ehemalige Katharerstadt Mirepoix durch Papst Johannes XXII. zum Sitz eines katholischen Bistums gemacht, welches bis zum Konkordat von 1801 existierte. Im Jahr 1343 begann der Bau der Kathedrale, die erst 1506 geweiht wurde. 1348 wütete die Pest. Im Jahr 1680 wurden ein Teil der Stadtmauern geschleift und die Verteidigungsgräben zugeschüttet.

## Sehenswürdigkeiten

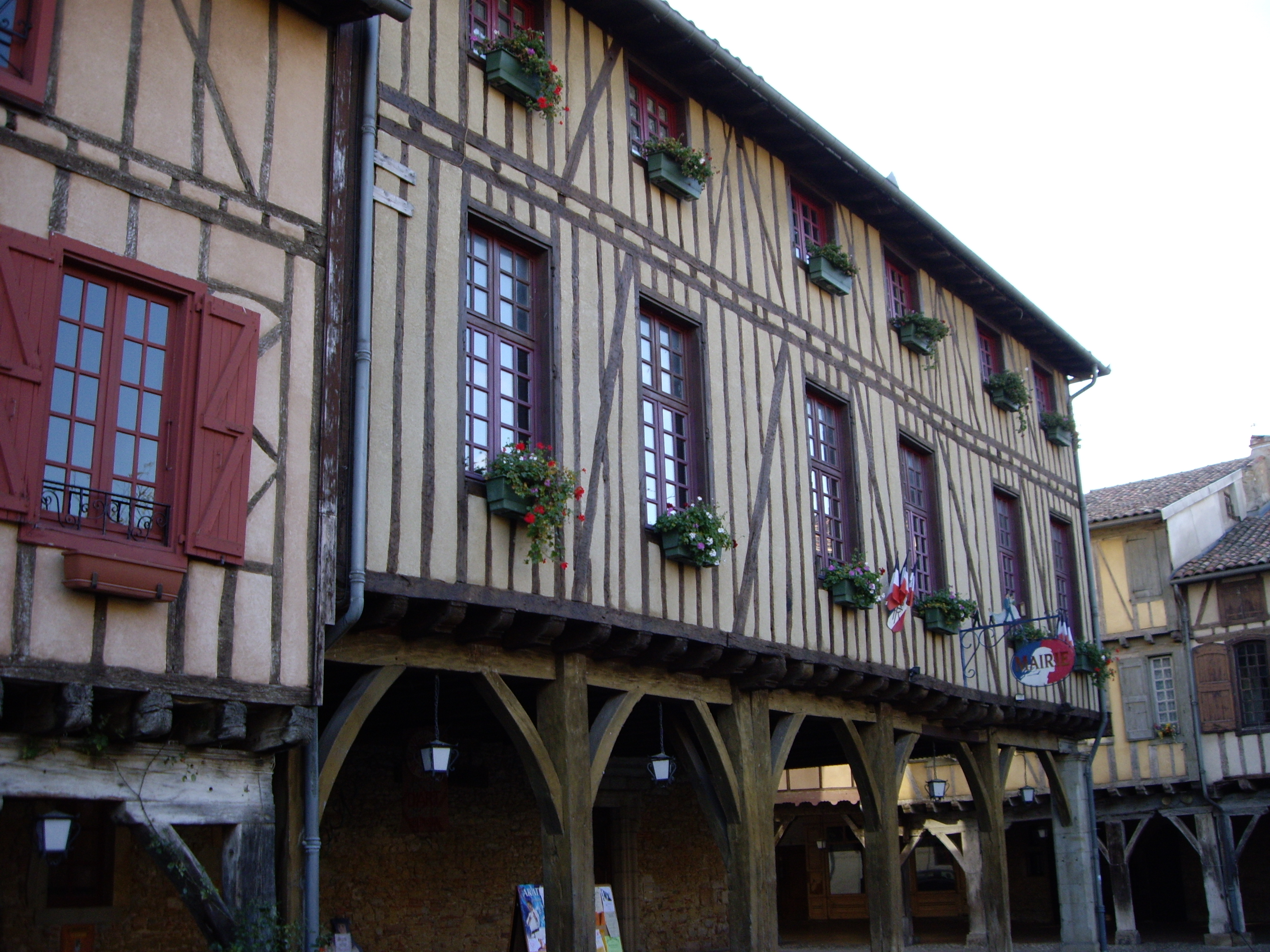
Rathaus (mairie) von Mirepoix

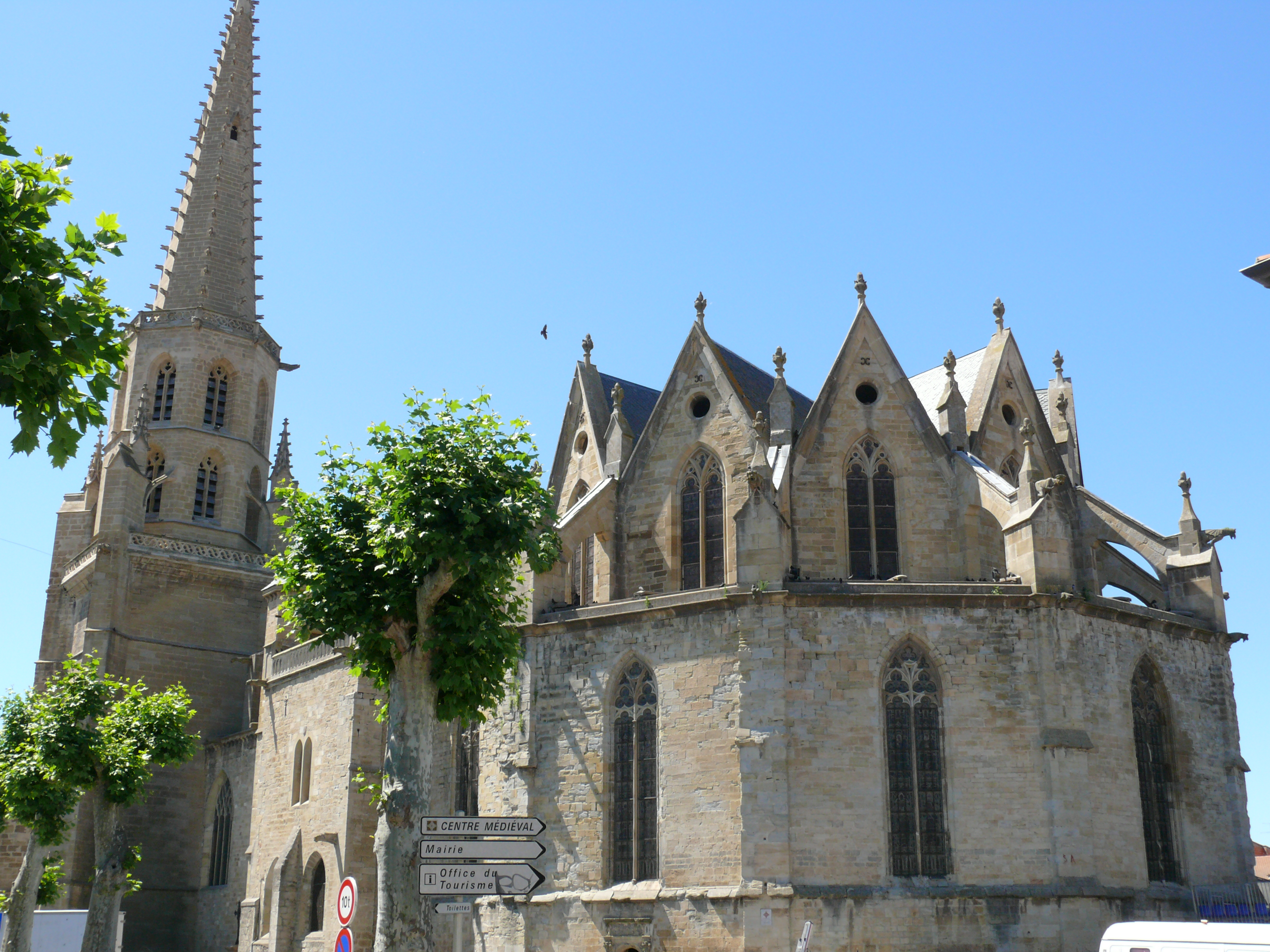
Kathedrale Saint Maurice

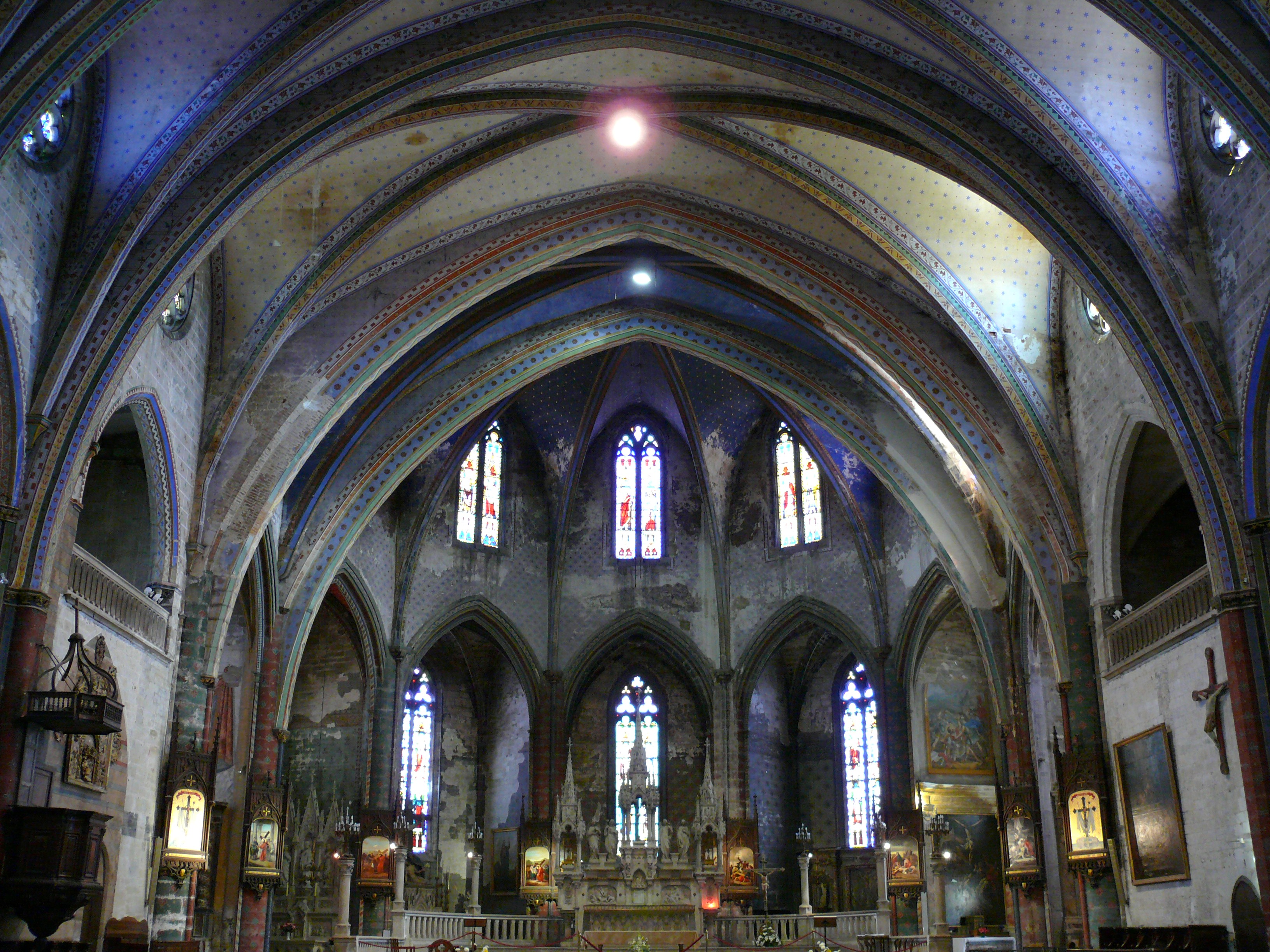
Kirchenschiff

- Die malerische Altstadt ist von einer Stadtmauer umgeben und liegt am Fuße des Château de Terride. Schmale Gassen führen in ihr Zentrum, in dem meist zweigeschossige, mittelalterliche Fachwerkhäuser auf hölzernen Arkaden (couverts) um einen ausgedehnten Platz (Place Général Leclerc) mit Brunnen stehen, auf dem montags und donnerstags Markt gehalten wird. Mehrere Häuser stehen als Monuments historiques unter Denkmalschutz.
- Als schönstes Haus am Platze gilt das aus dem 15. Jahrhundert stammende und seit dem Jahr 1915 als Monument historique[2] anerkannte Maison des Consuls. Die Enden der Fachwerkbalken über der Arkadenzone sind reich skulptiert mit gekrönten Häuptern, schönen Frauen, phantastischen Bestien etc.
- Das heutige Rathaus (mairie) befindet sich ebenfalls in einem seit 1929 unter Denkmalschutz stehenden Fachwerkhaus.[3]
- Zu der in Teilen erhaltenen mittelalterlichen Stadtmauer von Mirepoix gehört die im Jahr 1372 erbaute Porte d’Aval, die seit 1930 als Monument historique anerkannt ist.[4]
- Die ehemalige spätgotische Kathedrale von Mirepoix wurde ab dem Jahr 1343 erbaut; der Glockenturm wurde jedoch erst 1506 fertiggestellt. Ihr heutiges Erscheinungsbild erhielt sie erst Mitte des 19. Jahrhunderts im Verlauf einer grundlegenden Restaurierung bzw. Überarbeitung durch Viollet-le-Duc, bei der das eindrucksvolle Kreuzrippengewölbe des einschiffigen Langhauses erneuert wurde; das 21,40 m breite Kirchenschiff ist das breiteste aller jemals in Frankreich erbauten Kirchenschiffe. Die meisten der originalen Schlusssteine des Gewölbes, die – wegen ihrer außergewöhnlichen Qualität – teilweise dem Meister von Rieux zugeschrieben werden, befinden sich heute im Musée des Augustins in Toulouse. Die Kapelle des Bischofs Philippe de Lévis verfügt über ein im Fußboden eingelassenes Labyrinth. Der Kirchenbau wurde bereits im Jahr 1907 als Monument historique anerkannt.[5]
- Der ehemalige Bischofspalast (Palais épiscopale) ist ein schmuckloses, aber komplett aus Stein errichtetes Gebäude aus dem frühen 16. Jahrhundert; die größeren der vielen Rechteckfenster haben steinerne Fensterkreuze. Der Bau beherbergt heute das Musée Patrimoine et Traditions.

Umgebung
- Das im Jahr 960 erstmals erwähnte, aber immer wieder umgebaute Château de Terride steht etwas außerhalb des Ortes an der Flanke eines Hügels. Es befindet sich in Privatbesitz und ist seit 1875 als Monument historique anerkannt.[6]

## Ereignisse
Jährlich feiert Mirepoix im Juli sein Mittelalterfestival (Les Médiévales) mit Tanz- und Theaterdarbietungen in alten Kostümen und im August das Marionettenfestival (Festival de la Marionette). Im Oktober findet das Apfelfest (Fête de Pomme) statt.

## Persönlichkeiten
- Pierre-Roger de Mirepoix der Ältere († 1209)
- Pierre-Roger de Mirepoix der Jüngere (um 1200–um 1250/60), sein Sohn
- Guy I. de Lévis († 1230)
- Guy III. de Lévis († 1299)
- Jean de Lévis
- Jacques Fournier (* um 1285; † 1342), Bischof von Mirepoix seit 1326, als Papst Benedikt XII. residierte er von 1334 bis 1342 in Avignon
- Gaston Pierre de Lévis (* 1699; † 1757), Herzog von Mirepoix
- Bertrand Clausel (* 1772; † 1842), Marschall von Frankreich

## Partnerstädte
Mirepoix unterhält eine Partnerschaft mit der spanischen Kommune Palafrugell.